# Carla Garapedianová
Carla Garapedianová je americká dokumentaristka arménského původu. Režírovala například Children of the Secret State (dokument o Severní Koreji) nebo Screamers (dokument o arménské a rwandské genocidě).

## Screamers
Screamers je dokumentární film o genocidách. Režírovala ho v roce 2006. Neodmyslitelnou součástí filmu se stala skupina System of a Down (jejíž členové jsou také arménského původu), která nejen že vytvořila soundtrack k filmu, ale také poskytla několik rozhovorů a záznamů z koncertů.

## Ocenění
Film byl v roce 2006 oceněn cenou AFI Audience Award za nejlepší dokument.